# Anomoia alboscutellata
Anomoia alboscutellata är en tvåvingeart som först beskrevs av Wulp 1899.  Anomoia alboscutellata ingår i släktet Anomoia och familjen borrflugor. Inga underarter finns listade i Catalogue of Life.